# Calatorao (kommunhuvudort)
Calatorao är en kommunhuvudort i Spanien.   Den ligger i provinsen Provincia de Zaragoza och regionen Aragonien, i den nordöstra delen av landet, 230 km nordost om huvudstaden Madrid. Calatorao ligger 356 meter över havet och antalet invånare är 3 047.
Terrängen runt Calatorao är platt österut, men västerut är den kuperad. Runt Calatorao är det glesbefolkat, med 13 invånare per kvadratkilometer. Närmaste större samhälle är La Almunia de Doña Godina, 5,6 km söder om Calatorao. Trakten runt Calatorao består till största delen av jordbruksmark.